# Yponomeuta
Yponomeuta is een geslacht van vlinders uit de familie van de stippelmotten (Yponomeutidae).

## Soorten
- Yponomeuta africana Stainton, 1862
- Yponomeuta africanus Stainton, 1860
- Yponomeuta alba Dufrane, 1960
- Yponomeuta albonigratus Gershenzon, 1972
- Yponomeuta alienella Walker, 1863
- Yponomeuta anatolica Stringer, 1930
- Yponomeuta anomalella Dufrane, 1960
- Yponomeuta antistatica Edward Meyrick, 1931
- Yponomeuta athyris Meyrick, 1928
- Yponomeuta atomosella Dyar, 1902
- Yponomeuta bolidias Meyrick, 1913
- Yponomeuta brunnescens Moore, 1888
- Yponomeuta cagnagella (Hübner 1813) – kardinaalsmutsstippelmot
- Yponomeuta calcarata Meyrick, 1924
- Yponomeuta calculosa Meyrick,
- Yponomeuta catharotis Meyrick, 1935
- Yponomeuta chalcocoma Meyrick, 1938
- Yponomeuta cinefacta Meyrick, 1935
- Yponomeuta cognatella Hübner, 1816
- Yponomeuta conisca Meyrick, 1914
- Yponomeuta corpuscularis Meyrick, 1907
- Yponomeuta cuprea Meyrick, 1901
- Yponomeuta delicata Schultze, 1908
- Yponomeuta diaphorus Walsingham, 1907
- Yponomeuta diffluellus Heinemann, 1870
- Yponomeuta disemanta Meyrick, 1933
- Yponomeuta effeta Meyrick, 1924
- Yponomeuta effetus Meyrick, 1924
- Yponomeuta elementaris Meyrick, 1931
- Yponomeuta enneacentra Meyrick, 1925
- Yponomeuta euonymella Chambers, 1872
- Yponomeuta eurinellus Zagulyayev, 1970
- Yponomeuta eusoma Meyrick, 1914
- Yponomeuta evonymella Linnaeus, 1758  – vogelkersstippelmot
- Yponomeuta evonymi Zeller, 1844
- Yponomeuta favillacea Meyrick, 1922
- Yponomeuta fumigata Zeller, 1852
- Yponomeuta fumigatus Zeller, 1852
- Yponomeuta funesta Meyrick, 1914
- Yponomeuta gigas Rebel, 1892
- Yponomeuta glaphyropis Meyrick, 1908
- Yponomeuta grisea Dufrane, 1960
- Yponomeuta griseomaculatus Gershenzon, 1970
- Yponomeuta grossipunctella Guenée, 1879
- Yponomeuta helicella Freyer, 1842
- Yponomeuta hemileuca Meyrick, 1932
- Yponomeuta hexabola Meyrick, 1935
- Yponomeuta horologa Meyrick, 1935
- Yponomeuta hypsicrates Meyrick, 1925
- Yponomeuta innotata Walsingham, 1907
- Yponomeuta internella Walker, 1863
- Yponomeuta interruptella Sauber, 1902
- Yponomeuta irrorella Hübner, 1796  – waasjesstippelmot
- Yponomeuta kanaiella Matsumura, 1931
- Yponomeuta leucothorax Meyrick, 1913
- Yponomeuta leucotoma Meyrick, 1935
- Yponomeuta liberalis Meyrick, 1913
- Yponomeuta madagascariensis Gershenson, 2001
- Yponomeuta mahalebella Guenée, 1845
- Yponomeuta malinella Zeller, 1838
- Yponomeuta malinellus (Zeller, 1838) – appelstippelmot
- Yponomeuta malivorella Guenée, 1845
- Yponomeuta martinella Walker, 1863
- Yponomeuta mayumivorella Matsumura, 1931
- Yponomeuta meguronis Matsumura, 1931
- Yponomeuta melanaster Meyrick, 1907
- Yponomeuta meracula Bradley, 1962
- Yponomeuta meridionalis Gershenzon, 1972
- Yponomeuta millepunctatella Warren, 1888
- Yponomeuta minuella Walker, 1863
- Yponomeuta mochlocrossa Meyrick, 1935
- Yponomeuta morbillosa Zeller, 1877
- Yponomeuta morbillosus (Zeller, 1877)
- Yponomeuta multipunctella Clemens, 1860
- Yponomeuta munda Meyrick, 1921
- Yponomeuta myriosema Turner, 1898
- Yponomeuta nigricola Meyrick, 1912
- Yponomeuta nigrifimbrata Christoph, 1882
- Yponomeuta numerosa Meyrick, 1921
- Yponomeuta octocentra Meyrick, 1921
- Yponomeuta ocypora Meyrick, 1932
- Yponomeuta orbimaculella Chambers, 1872
- Yponomeuta orientalis Zagulyayev, 1970
- Yponomeuta padella (Linnaeus, 1758)  – meidoornstippelmot
- Yponomeuta padi Zeller, 1844
- Yponomeuta paradoxus Gershenzon, 1979
- Yponomeuta parvipunctus Gershenson & Ulenberg, 1998
- Yponomeuta paurodes Meyrick, 1907
- Yponomeuta perficitellus Walker, 1863
- Yponomeuta plumbella Schiffermüller, 1776  – grootvlekstippelmot
- Yponomeuta polysticta Butler, 1879
- Yponomeuta polystigmellus Felder, 1862
- Yponomeuta praetincta Meyrick,
- Yponomeuta pseudostrigillatus Gershenson & Ulenberg, 1998
- Yponomeuta puncticornis Walsingham, 1891
- Yponomeuta pustulella Walker, 1863
- Yponomeuta refrigerata Meyrick, 1931
- Yponomeuta rhamnellus Gershenzon, 1974
- Yponomeuta rorella Hübner, 1796  – wilgenstippelmot
- Yponomeuta roscidella Hübner, 1793
- Yponomeuta sedella Treitschke, 1833 – hemelsleutelstippelmot
- Yponomeuta semialba Meyrick, 1913
- Yponomeuta shansiella Caradja,
- Yponomeuta sistrophora Meyrick, 1909
- Yponomeuta sociatus Moriuti, 1972
- Yponomeuta solitariellus Moriuti, 1977
- Yponomeuta spodocrossa Meyrick, 1935
- Yponomeuta stenodoxa Meyrick, 1931
- Yponomeuta strigillata Zeller, 1852
- Yponomeuta strigillatus Zeller, 1852
- Yponomeuta subplumbella Walsingham, 1881
- Yponomeuta subplumbellus Walsingham, 1881
- Yponomeuta tokyonella Matsumura, 1931
- Yponomeuta triangularis Möschler, 1890
- Yponomeuta tyrodes Meyrick, 1913
- Yponomeuta variabilis Zeller, 1844
- Yponomeuta vigintipunctata Retzius, 1783
- Yponomeuta yanagawana Matsumura, 1931
- Yponomeuta zagulajevi Gershenzon, 1977
- Yponomeuta zebra J.C. Sohn & C.S. Wu, 2010